# Брилль, Ефим Александрович
 Ефим Александрович Брилль  (1896—1959) — российский советский театральный режиссёр. Заслуженный деятель искусств РСФСР (1940). Лауреат Сталинской премии второй степени (1946).

## Биография
Родился 13 (25) сентября 1896 в Кишинёве Бессарабской губернии в семье кишинёвского мещанина Зися Хаимовича Бриля (1866—?) и домохозяйки Бейлы Абрамовны Калик (1870—?), родом из Оргеева (родители заключили брак в Кишинёве 3 февраля 1894 года).
Режиссёрскую деятельность начал с постановки спектаклей в военном госпитале в 1915 году. Работал в Кишинёве, Одессе. В 1921 году окончил одесскую театральную студию Андрея Аркадьева и Бориса Лоренцо. С 1923 года сам начинает вести педагогическую работу. Принимал активное участие в создании Нижегородского (Горьковского) ТЮЗа (1928).
В 1926—1930 годах — режиссёр Нижегородского театра драмы. В 1930—1936 годах — режиссёр московских театров: бывшего Театра Корша, ТЮЗа, ЦТКА. В 1936—1940 годах — главный режиссёр Горьковского государственного театра драмы. Член КПСС с 1941 года.
В 1940—1943 годах — главный режиссёр драматического театра в Ростове-на-Дону. В 1943—1952 годах — художественный руководитель и главный режиссёр Свердловского академического театра драмы, с его приходом начался новый период творческого взлёта театра. На сцене театра Брилль активно ставит классику и пьесы уральских авторов. Среди лучших постановок: «Дядя Ваня» А. П. Чехова, «Сирано де Бержерак» Э. Ростана, «Ревизор» Н. В. Гоголя, «Собака на сене» Лопе де Вега, «Дорога первых» А. Салынского, «Приваловские миллионы» Д. Мамина-Сибиряка. С 1936 по 1952 годы — председатель Горьковского, Ростовского-на-Дону, Свердловского отделений Всероссийского театрального общества.
В 1952—1954 годах — главный режиссёр Башкирского театра оперы и балета (Уфа). В 1954—1955 годах — главный режиссёр Челябинского драматического театра. С 1955 года — режиссёр Киевского академического украинского театра имени И. Франко.
Профессор Уральской консерватории.
Ефим Александрович Брилль умер 27 июля 1959 в Киеве.

## Признание и награды
- Заслуженный деятель искусств РСФСР (1940).[4]
- Лауреат Сталинской премии второй степени (1946, спектакль «Отелло» в Свердловском государственном театре оперы и балета им. Луначарского).

## Творчество

### Горьковский государственный театр драмы
- 1937 — «Земля» Вирты
- 1937 — «Зыковы» Горького[4]
- 1938 — «Беспокойная старость» Рахманова
- 1940 — «Чайка» А. П. Чехова

### Ростовский академический театр драмы им. М. Горького
- 1940 — «Кремлёвские куранты» Н. Ф. Погодина

### Свердловский государственный академический театр драмы
- 1944 — «Дядя Ваня» А. Чехова
- 1944 — «Собака на сене» Лопе де Вега
- 1946 — «Сирано де Бержерак» Э. Ростана
- 1947 — «Мужество» Берёзко
- 1947 — «Победители» Чирскова
- 1949 — «Дорога первых» А. Салынского
- 1950 — «Приваловские миллионы» Д. Мамина-Сибиряка
- 1952 — «Ревизор» Н. В. Гоголя

### Свердловский театр оперы и балета
- 1945 — «Отелло» Джузеппе Верди